# Weberbauerella
Weberbauerella är ett släkte av ärtväxter. Weberbauerella ingår i familjen ärtväxter.
Kladogram enligt Catalogue of Life:
| Weberbauerella | \| \| Weberbauerella brongniartioides \| \| \| \| \| \| Weberbauerella raimondiana \| \| \| \| |
|                | \| \| Weberbauerella brongniartioides \| \| \| \| \| \| Weberbauerella raimondiana \| \| \| \| |
|                | Weberbauerella brongniartioides                                                                |
|                |                                                                                                |
|                | Weberbauerella raimondiana                                                                     |
|                |                                                                                                |